# Mattiastrum thomsonii
Mattiastrum thomsonii är en strävbladig växtart som först beskrevs av Charles Baron Clarke, och fick sitt nu gällande namn av Syed Muhammad Anwar Kazmi. Mattiastrum thomsonii ingår i släktet Mattiastrum och familjen strävbladiga växter. Inga underarter finns listade i Catalogue of Life.